# 조문명
조문명(趙文命, 1680년-1732년)은 조선 후기의 문신, 학자로 영조의 장남 효장세자의 장인이며 효순현빈 조씨(뒤에 왕후로 추존)의 친정아버지이다. 풍원부원군 조현명의 형이다. 과거 급제 후 이조참판, 병조판서, 훈련대장, 의금부판사 등을 지내고 풍릉부원군(豊陵府院君)에 봉해졌다. 그의 사촌형제 조철명(趙哲命)의 8대손은 독립운동가 조동호이다.
소론 계열이었으나 영조의 탕평책에 적극 호응하여 탕평파의 영수로 활동하였다. 자(字)는 숙장(叔章), 호는 학암(鶴巖), 시호는 문충(文忠), 본관은 풍양이다. 김창협의 문인이다.

## 생애
김창협의 문하에서 수학하였다. 1705년 생원시에 합격하여 생원이 되고, 숙종 때 문과에 급제하여 25년 사헌부지평을 거쳐 동학겸교수(東學兼敎授), 세자시강원겸보덕, 홍문관교리 등을 지냈다. 그 후 수찬·부교리 등을 거쳐 이조참의에 이르렀다.
1727년 실록청당상(實錄廳堂上)으로 <경종실록> 편찬에 참가하였으며, 그해 승정원도승지, 경연동지사, 어영대장(御營大將) 등을 지냈다. 이듬해 성균관 대사성·이조참판 등이 되었다. 1728년 이인좌의 난을 수습한 공으로 분무공신(奮武功臣) 2등에 책록되고 1품으로 승진, 풍릉 부원군(豊陵府院君)에 봉해졌다. 그 뒤 병조판서, 대제학, 훈련대장, 의금부판사를 거쳐 1730년 우의정이 되었고, 호위대장(扈衛大將)을 겸하였다. 이듬해 사은사로 청에 다녀와 좌의정에 올랐다.

### 기타
당색으로는 소론이었지만 그의 처가인 김창집 등은 노론 인맥이었다.
관직에 있는 동안 영조의 탕평책에 적극 호응하여 탕평책을 실시하는 데 앞장섰고, 불편 부당한 인사 문제 관리를 했다. 글씨를 잘 썼다. 저서로 <학암집>이 있으며 글씨로 충북 청주에 <삼충사 사적비>가 있다. 영조의 묘정(廟庭)에 배향되었다.
한성부서윤(漢城府庶尹)을 지내고 사후 증 이조판서에 추증된 그의 사촌형제 조철명(趙哲命)의 8대손은 독립운동가 조동호이다.
1764년 2월 세손(뒤에 정조로 즉위)이 영조의 명으로 효장세자의 양자(養子)로 입양되면서 그는 호적상 조선 정조의 양외할아버지가 되었다.

## 저서 및 작품

### 저서
- <학암집>

### 작품
- 청주 <삼충사 사적비>

## 가족
- 고조부 : 조희보(趙希輔)
  - 양증조부 : 조민(趙珉) : 생증조부 조형의 형
  - 생증조부 : 조형(趙珩)
    - 조부 : 조상정(趙相鼎)
      - 아버지 : 조인수(趙仁壽)
        - 형님 : 조경명(趙景命)
        - 형님 : 조영명(趙永命)
        - 아우 : 조현명(趙顯命)

- 부인 : 안동 김씨 김창업(金昌業)의 딸
  - 장자 : 조재호(趙載浩)
  - 차자 : 조재연(趙載淵)
- 부인 : 전주 이씨 이상백(李相伯)의 딸
  - 삼자 : 조재홍(趙載洪)
  - 사자 : 조재부(趙載溥)
  - 장녀 : 효순왕후

- 종제 : 조철명(趙哲命) : 숙부 조대수(趙大壽)의 둘째 아들, 독립운동가 조동호(趙東祜)의 8대조

## 같이 보기
| - 탕평파 - 조현명 - 조재호 - 조철명 - 조동호 - 효순왕후 - 효장세자 - 홍봉한 - 정조 - 김창업 - 김창집 | - 이인좌의 난 - 신임사화 - 탕평책 - 소론 - 윤증 - 김창협 - 사도세자 - 김수항 - 홍인한 |